# Арбатско-покровска линија
Арбатско-покровска линија (рус. Арба́тско-Покро́вская) московског метроа је отворена 13. марта 1938. Дужина линије је 45,1 km и има 22 станице.
Најпрометније станице на Арбатско-покровској линији су Арбатскаја, Курскаја и Кијевскаја.